# Hästholmen (sydöst om Valkom, Lovisa)
Hästholmen är en ö i Finland. Den ligger i Finska viken och i kommunen Lovisa i den ekonomiska regionen  Lovisa i landskapet Nyland, i den södra delen av landet. Ön ligger omkring 80 kilometer öster om Helsingfors.
Öns area är 83 hektar och dess största längd är 1,7 kilometer i sydöst-nordvästlig riktning. Ön höjer sig omkring 10 meter över havsytan.
På ön ligger Lovisa kärnkraftverk.

## Klimat
Inlandsklimat råder i trakten. Årsmedeltemperaturen i trakten är 4 °C. Den varmaste månaden är augusti, då medeltemperaturen är 16 °C, och den kallaste är januari, med −8 °C.